# Maria Grazia Ursino
Maria Grazia Carmela Ursino (Catania, 24 ottobre 1970) è un'ex cestista italiana.
Alta 181 cm, di ruolo ala pivot. Ha giocato in Serie A1 con Priolo Gargallo, vincendo uno scudetto. Ha disputato un Europeo con la Nazionale Cadette nel 1987.

## Biografia
Studiò in un liceo scientifico di Catania e a 15 anni, alla prima ribalta nazionale, affermò che per lei la pallacanestro era solo un divertimento.

## Carriera

### Club
Crebbe nella Polisportiva Catania. Esordì in Serie C il 6 novembre 1983 in Pol. Catania-Velo 36-79; al primo anno disputò 13 presenze e segnò 30 punti. Al secondo disputò 19 partite segnando 252 punti.
Dopo questa positiva stagione, fu convocata per il Trofeo Decio Scuri, che si tenne a Catania. Era la lunga della squadra insieme a Daniela Cilia. La selezione regionale siciliana chiuse al settimo posto.
Nel 1985-86 scese in campo 18 volte, con 377 punti segnati, e giocò da protagonista assoluta con la maglia della formazione catanese. Per la seconda volta, nel 1986, fu convocata al Decio Scuri, che si disputava a Reggio Calabria. Nel 1986-87 15 presenze, 375 punti e toccò i 25 punti di media.
Nell'estate 1987, passò all'Enichem Priolo, che pagò 30 milioni di lire per il suo cartellino, ceduto dopo una lunga trattativa. Nei primi tempi, giocò con grande sicurezza e diede ottime prova delle sue qualità. Fu così confermata per la seconda stagione, nel 1987-1988, nel roster allenato da Santino Coppa. Esordì anche in Coppa Ronchetti. Il suo ruolo fu però ridimensionato nella squadra che vinse lo scudetto.
Nel 1991-92 giocò in Promozione alla Vis Catania, poi si aggregò nuovamente all'Enichem Priolo, non tornando però in Serie A1: fu ceduta in prestito alla P.C.R. Messina in Serie A2. Tornò così a giocare ad alti livelli e quindi fu confermata anche per la stagione seguente, ma improvvisamente decise di lasciare lo sport a soli 23 anni per un problema alla schiena.

### Nazionale
Vestì la maglia azzurra. Nell'autunno 1985, fu convocata al raduno con le migliori cestiste del Centro-Sud, a Morbegno; seguì poi la convocazione per i raduni della Nazionale Cadette a Forlì. Lì, Ursino impressionò positivamente i tecnici federali Marino e Paghini, permettendosi così di entrare tra le possibili convocate per il successivo Europeo 1987. Marino la convocò nuovamente per un raduno, ancora a Forlì, a marzo.
Dopo un altro raduno, dal 9 al 16 giugno 1986 a Morbegno, esordì in una tournée in Bulgaria, a Ruse, con le Azzurre il 18 giugno 1986 contro l'Ungheria under 18; la miglior prestazione è stata il 21 giugno 1986, 16 punti contro la Cecoslovacchia under 16. Tornò a un raduno, a Firenze, nel dicembre 1986; poi ad Arezzo nel febbraio 1987. Dal 18 al 20 aprile partecipa a un torneo a Toledo. Con l'Italia under 18 disputò quindi l'Europeo 1987 in Polonia, chiudendo all'ottavo posto.

## Statistiche
Statistiche aggiornate al 30 giugno 1993
| Stagione        | Squadra              | Campionato      | Campionato | Campionato | Coppe continentali | Coppe continentali | Coppe continentali | Totale | Totale |
| Stagione        | Squadra              | Comp            | Pres       | Punti      | Comp               | Pres               | Punti              | Pres   | Punti  |
| --------------- | -------------------- | --------------- | ---------- | ---------- | ------------------ | ------------------ | ------------------ | ------ | ------ |
| 1983-1984       | Polisportiva Catania | C               | 13         | 30         | -                  | -                  | -                  | 13     | 30     |
| 1984-1985       | Polisportiva Catania | C               | 19         | 252        | -                  | -                  | -                  | 19     | 252    |
| 1985-1986       | Polisportiva Catania | C               | 18         | 377        | -                  | -                  | -                  | 18     | 377    |
| 1986-1987       | Polisportiva Catania | C               | 15         | 375        | -                  | -                  | -                  | 15     | 375    |
| 1987-1988       | Trogylos Priolo      | A1              | 28         | 46         | CR                 | 2                  | 3                  | 30     | 49     |
| 1988-1989       | Trogylos Priolo      | A1              | 4          | 8          | CR                 | 0                  | 0                  | 4      | 8      |
| 1991-1992       | Vis Catania          | PR              |            |            | -                  | -                  | -                  |        |        |
| 1992-1993       | P.C.R. Messina       | A2              |            |            | -                  | -                  | -                  |        |        |
| Totale carriera | Totale carriera      | Totale carriera | 97         | 1.088      |                    | 2                  | 3                  | 99     | 1.091  |

## Palmarès
- Campionato italiano: 1
Trogylos Priolo: 1988-1989